# Musée de l'Orangerie

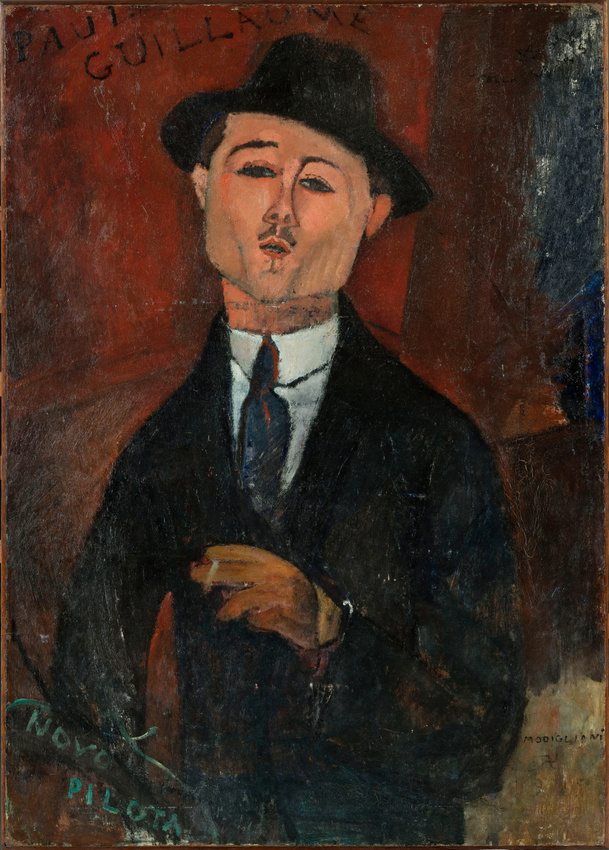
Paul Guillaume, Novo Pilota d'Amedeo Modigliani

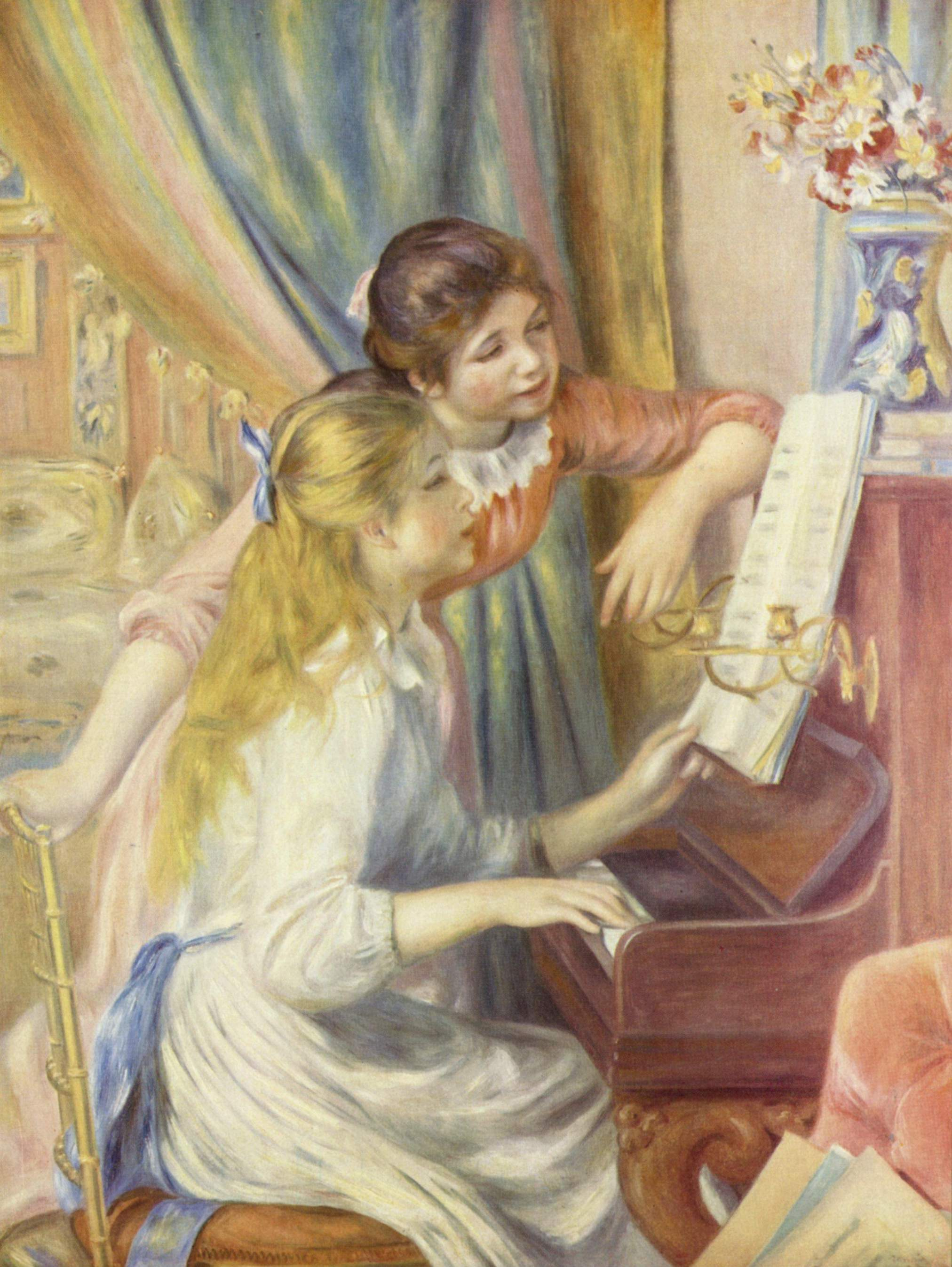
Noies al piano de Pierre-Auguste Renoir

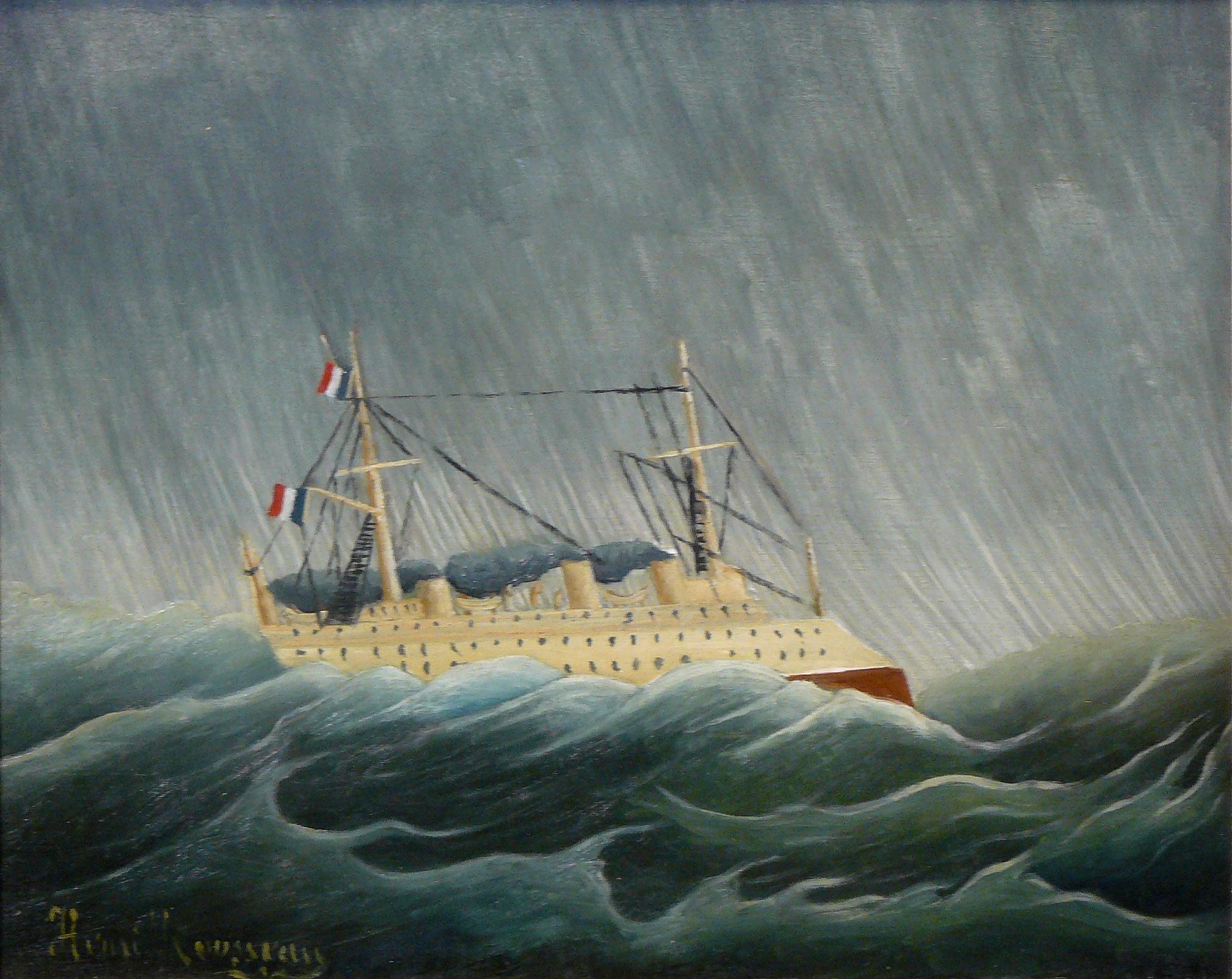
El vaixell en la tempesta de Rousseau

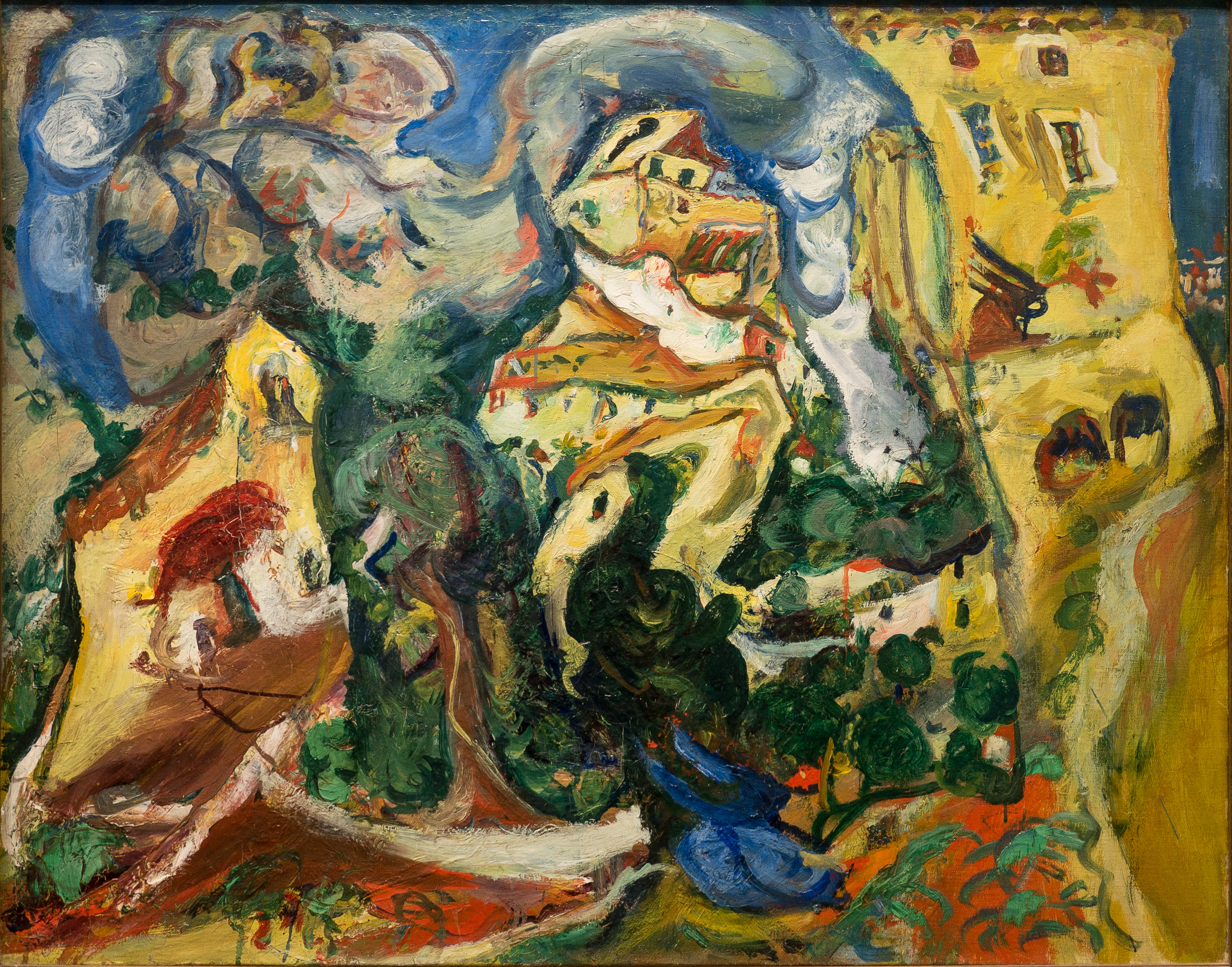
El poble de Chaïm Soutine

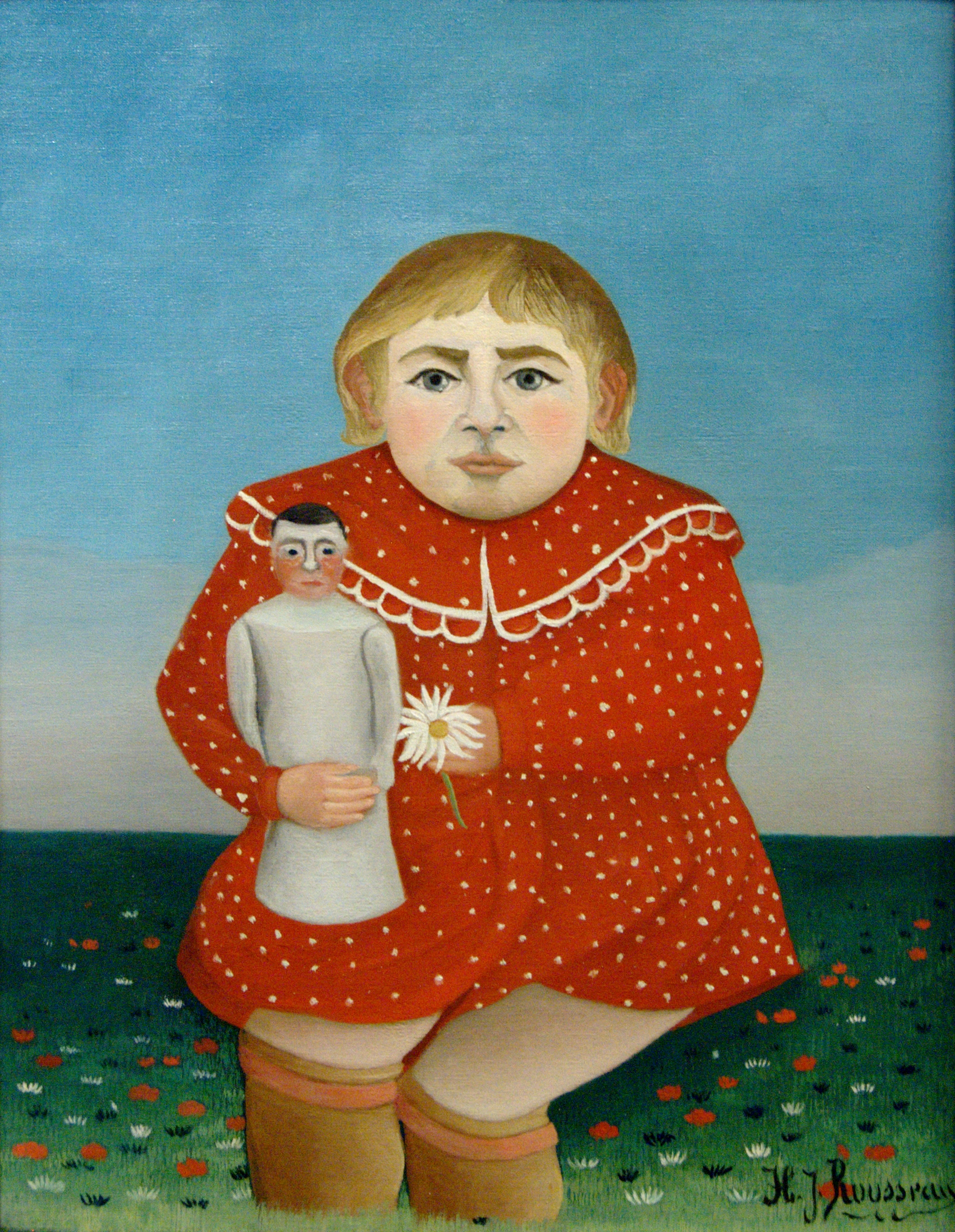
Infant amb nina de Rousseau

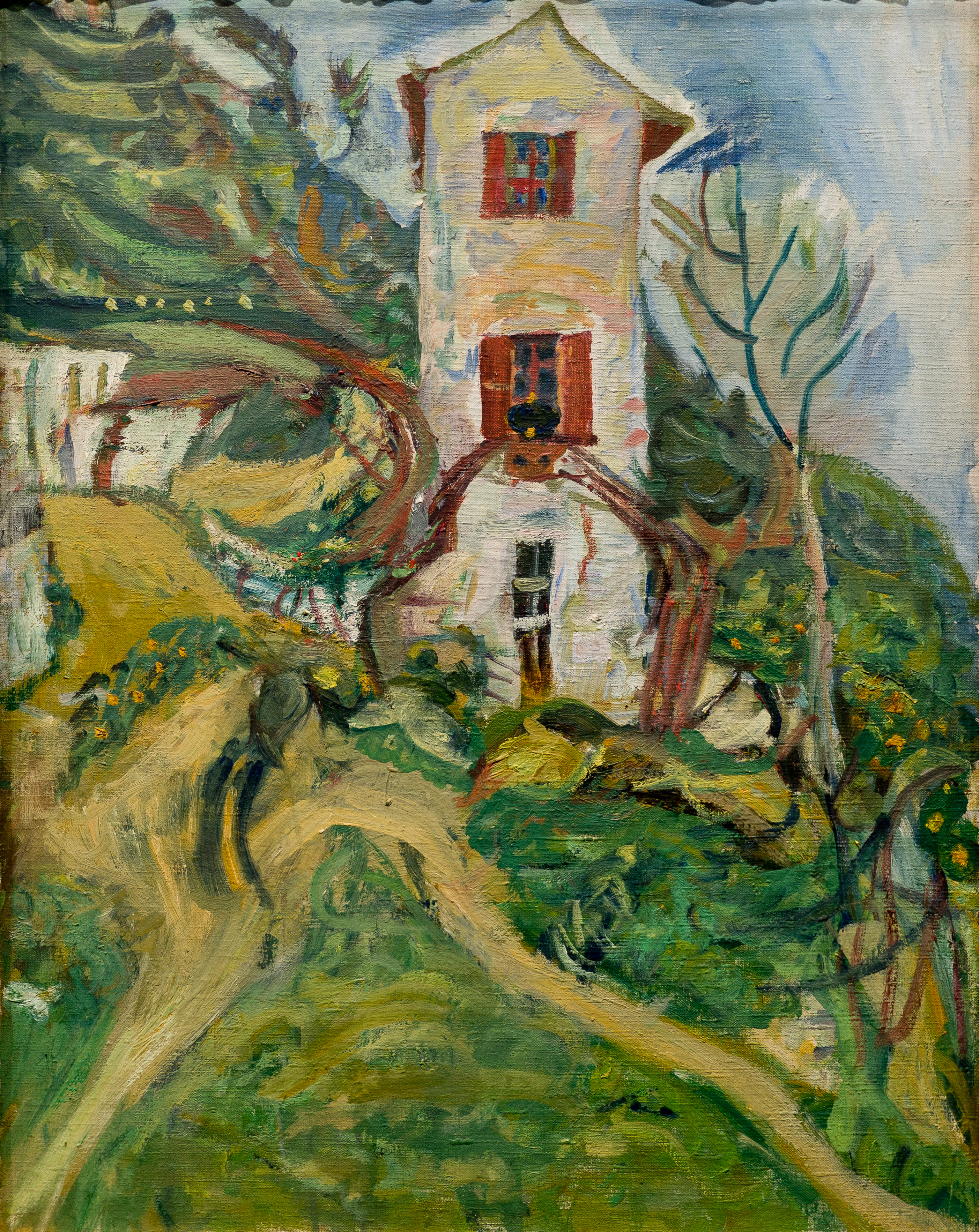
La casa blanca de Chaïm Soutine

Dona nua en un paisatge de Pierre-Auguste Renoir

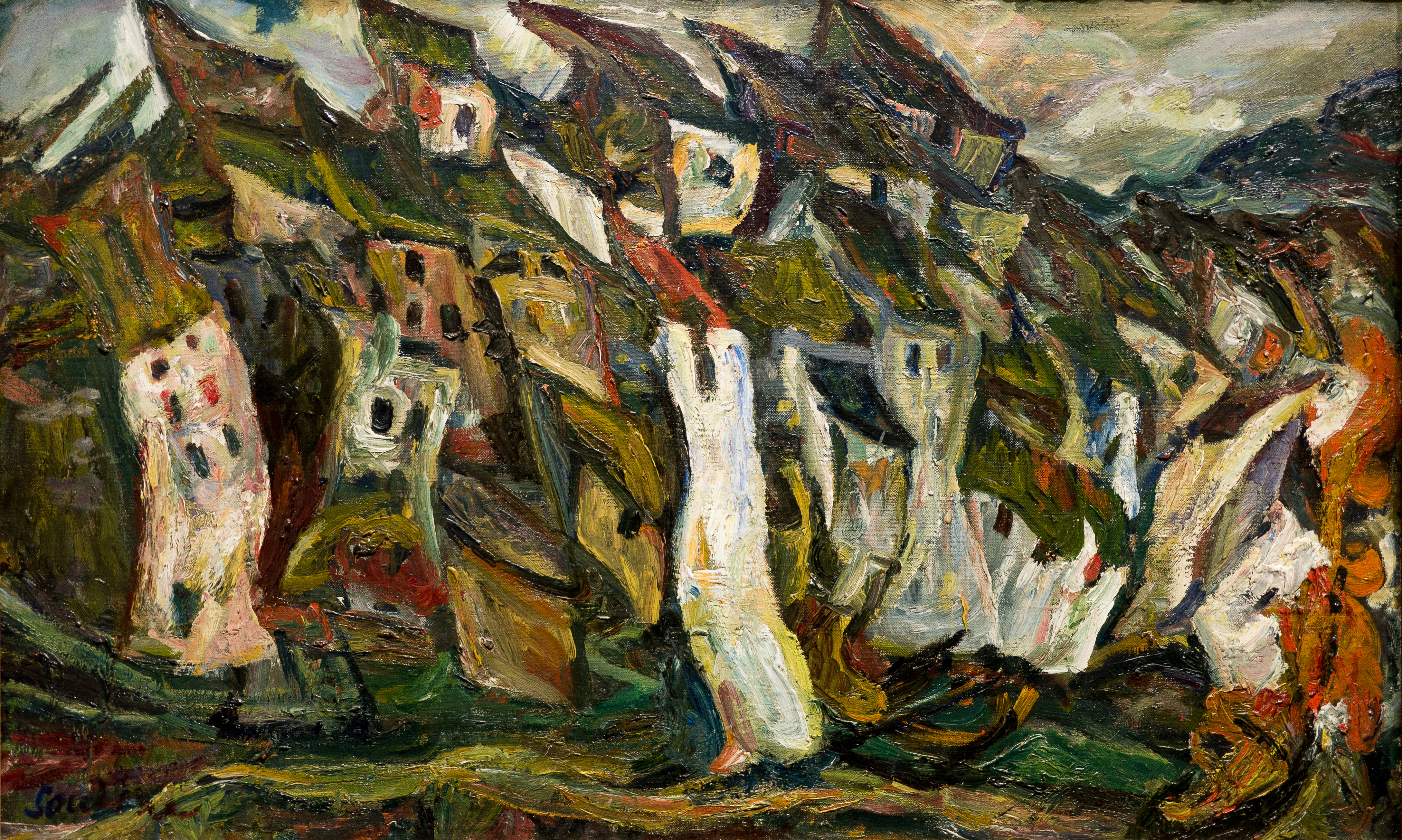
Les cases de Chaïm Soutine

El Museu de l'Orangerie (en francès,Musée de l'Orangerie) és una galeria d'art de pintures impressionistes i postimpressionistes i d'art modern de principis de segle situada a la Plaça de la Concorde de París. Conté obres de Paul Cézanne, Henri Matisse, Amedeo Modigliani, Claude Monet, Pablo Picasso, Pierre-Auguste Renoir, Henri Rousseau, Chaïm Soutine, Alfred Sisley i Maurice Utrillo entre d'altres. La galeria està a la vora del riu Sena a l'antiga orangerie del Palau de les Teuleries de la Plaça de la Concorde prop de l'estació de metro «Concorde».

## Història
Un cicle de pintures de Monet sobre nenúfars, conegut com a Nymphéas, va ser col·locat a la planta baixa de l'Orangerie el 1927. El museu ha albergat la col·lecció Walter-Guillaume de pintura impressionista des de 1965.
El museu es va tancar al públic entre finals d'agost de 1999 i maig de 2006, per a dur a terme uns processos de restauració. Durant diversos mesos abans de quedar tancat va haver una exhibició especial de les Nymphéas de Monet que estaven dispersades per museus de tot el món. Es van incloure més de 60 de les 250 pintures que va fer dels nenúfars del seu jardí. Les parets van ser repintades amb colors porpres i violetes per a aquesta exposició en particular. La Orangerie va ser renovada per traslladar les pintures a la planta superior de la galeria. Actualment són a sota una llum difusa tal com inicialment va pretendre Monet. Les vuit pintures es mostren en dues habitacions.

## Col·lecció
Obres destacades de la col·lecció permanent
- Paul Cézanne
  - Nature morte, poire et pommes vertes (vers 1873)
  - Paisatge de la teulada vermella o El pi de l'Estaca (1875-1876)
  - El dinar al camp (1873-1875)
  - La senyora Cézanne al jardí (c. 1880)
  - Pomes i galetes (c. 1880)
  - Fleurs et fruits (c. 1880)
  - Flors dins d'un gerro blau (vers 1880)
  - Fruita, tovalló i lletera (c. 1880)
  - Retrat del fill de l'artista (c. 1880)
  - Arbres i cases (c. 1885)
  - Retrat de la senyora Cézanne (c. 1885-1890)
  - La barca i els banyistes (c. 1890)
  - Gerro, sucrera i pomes (c. 1890-1894)
  - La roca vermella (c. 1895-1900)
  - Al parc de Château Noir (c. 1898-1900)

- André Derain
  - La perdiguera (1913)
  - Retrat de Paul Guillaume (1919)
  - Arlequin et Pierrot (1924)
  - La Table de cuisine (1925)
  - Retrat de la senyora Guillaume amb pamela (1928-1929)
  - La neboda del pintor (1931)
  - L'Âge d'or (1938-1946)

- Paul Gauguin
  - Paysage, 1901

- Marie Laurencin
  - Danseuses espagnoles (vers 1920- 1921)
  - Les Biches (1923)
  - Portrait de Coco Chanel (1923)

- Henri Matisse
  - Les Trois Sœurs (1916-1917)
  - La noia del gerro de flors o El nu rosa (1920)
  - Dones del canapè o El divan (1921)
  - El tocador (1921)
  - Dona amb mandolina (1921-1922)
  - Odalisca blava o L'esclava blanca (1921-1922)
  - Dona amb violí (1921-1922)
  - Nu drapejat estirat (1923-1924)
  - Odalisca dels bombatxos grisos (c. 1927)
  - Odalisca dels bombatxos vermells (1924-1925)

- Amedeo Modigliani
  - Paul Guillaume, Novo Pilota (1915)
  - Le Jeune Apprenti (1918-1919)

- Claude Monet
  - Les Nymphéas (1895 - 1926)
  - Le Nuvole (1923-1926) circa

- Pablo Picasso
  - L'Étreinte (1903)
  - Els adolescents (1906)
  - Nu sobre fons vermell (1906)
  - Gran natura morta (1918)
  - Gran banyista (1921)
  - Dona amb barret blanc (1921)
  - Gran nu drapejat (1921-1923)
  - Dona amb tamborí (1925)

- Pierre-Auguste Renoir
  - Dona nua en un paisatge (1883)
  - Jeunes filles au piano (vers 1892)
  - Baigneuse aux cheveux longs (1895-1896)
  - Yvonne et Christine Lerolle au piano (vers 1897-1898)
  - Femme nue couchée (Gabrielle) (1906-1907)
  - Claude Renoir vestit de pallasso (1909)
  - Femme accoudée (1917-1919)

- Henri Julien Félix Rousseau, dit Le douanier Rousseau
  - La Noce (vers 1905)
  - La Carriole du Père Junier (1908)
  - La Navire dans la tempête
  - La Fabrique de chaises à Alfortviller
  - La Fabrique de chaises
  - La Falaise
  - Les Pêcheurs à la ligne
  - Promeneurs dans un parc
  - L'Enfant à la poupée

- Chaïm Soutine
  - La taula (1919-1927)
  - Les cases (1920-1921)
  - Le Petit Pâtissier (1922)
  - Retrat d'home (Émile Lejeune) (1922-1923)
  - Le Lapin (1923)
  - Le Village (vers 1923)
  - Bou i cap de vedella (1925)
  - El gall dindi (1925)
  - El cambrer (1927)
  - L'Enfant de chœur (vers 1927-1928)
  - Paisatge amb personatge (1933)
  - La casa blanca (1933)

- Maurice Utrillo
  - Notre-Dame (vers 1910)
  - Església de Clignancourt (1913-1915)
  - La Maison de Berlioz (1914).
  - L'Ajuntament de la bandera (1924)[1]